# Euskotren Tranbia
Euskotren Tranbia is een dochteronderneming van de Baskische spoorwegmaatschappij Euskotren. Euskotren Tranbia baat de stadstrams te Bilbao (sinds 2002) en Vitoria-Gasteiz (sinds 2008) uit. De onderneming is gestart onder de naam Euskotran, sinds 2012 is de naam Euskotran gewijzigd in Euskotren Tranbia. Tranbia is het Baskische woord voor tram.
Beide tramnetwerken zijn metersporig, net als het treinnet van Euskotren zelf. De trams van beide systemen zien er vrij gelijkaardig uit, maar zijn qua techniek toch verschillend. De trams voor beide steden werden door CAF geleverd.

## Tram van Bilbao
In 1998 werd besloten om het Guggenheim Museum per tram te verbinden met twee spoorwegstations. In 1999 werd de bouw begonnen. De lijn is op 18 december 2002 geopend en werd in 2003 tot tweemaal toe verlengd. Anno 2021 bestaat het netwerk uit een 5,6 kilometer lange tramlijn met 14 haltes, en loopt tussen Atxuri en La Casilla. Het tracé volgt de rivier de Nervión en bestaat grotendeels uit een vrijliggende trambaan in het gras. Het oostelijk deel van de lijn is over een lengte van ongeveer 2 kilometer enkelsporig. Het trammaterieel is gebouwd door CAF.
Drie miljoen passagiers maakten gebruik van de tramlijn in 2018.

## Tram van Vitoria-Gasteiz
Het tramnetwerk van Vitoria-Gasteiz werd ingehuldigd op 23 december 2008. De eerste lijn tussen Unibertsitatea en Ibaiondo heeft de lengte van 6,3 km met 15 haltes, de tweede lijn tussen Unibertsitatea en Abetxuko is 6,8 km lang en heeft 17 haltes.
De twee tramlijnen van Vitori-Gasteiz vervoerden in 2018 acht miljoen passagiers.
Zowel in Vitoria-Gasteiz als in Bilbao zijn plannen om het tramnetwerk uit te breiden.

## Fotogalerij

Euskotren Tranbia
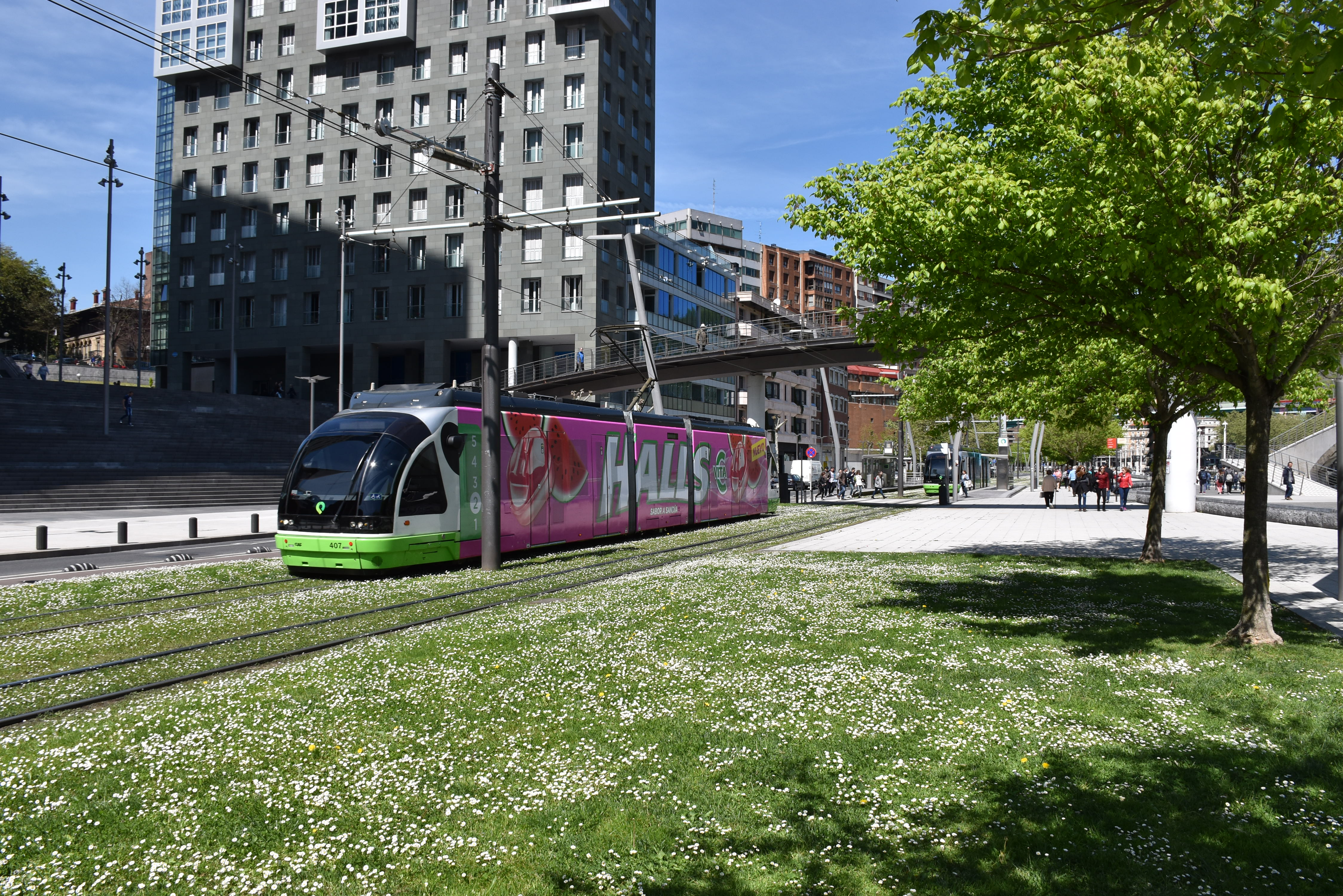
De tram in Bilbao
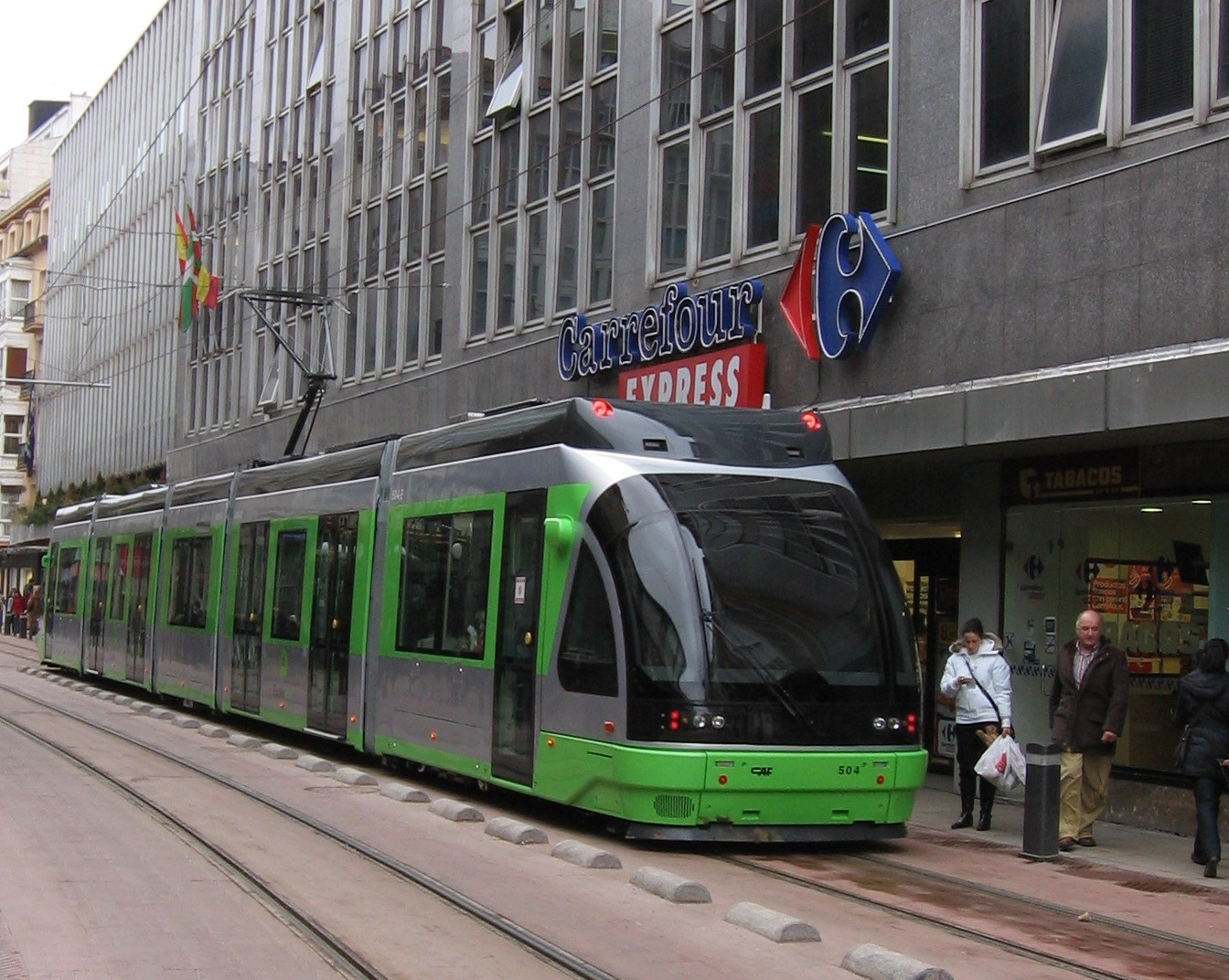
Tram te Vitoria-Gasteiz
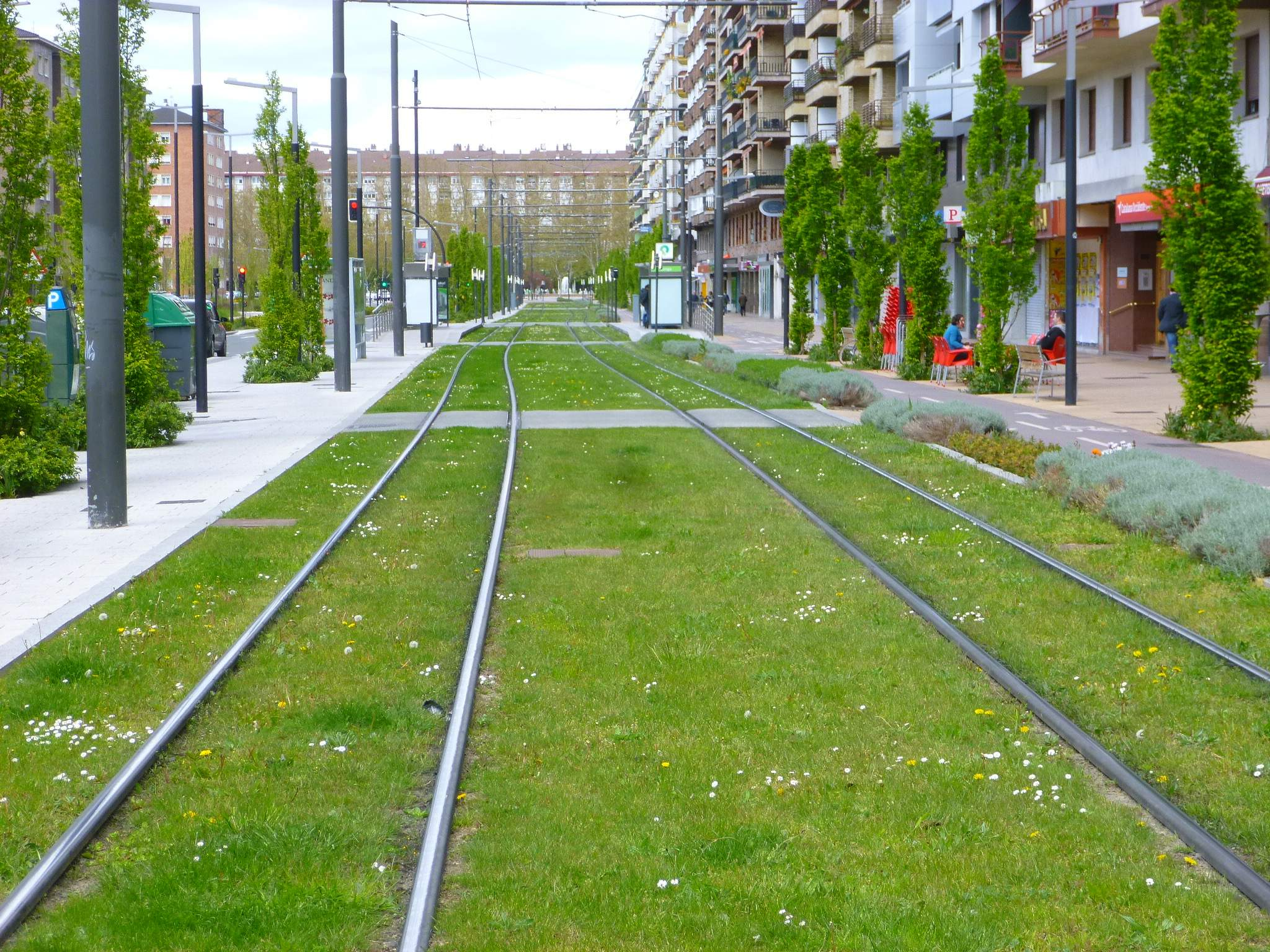
Grasbaan Vitora-Gasteiz
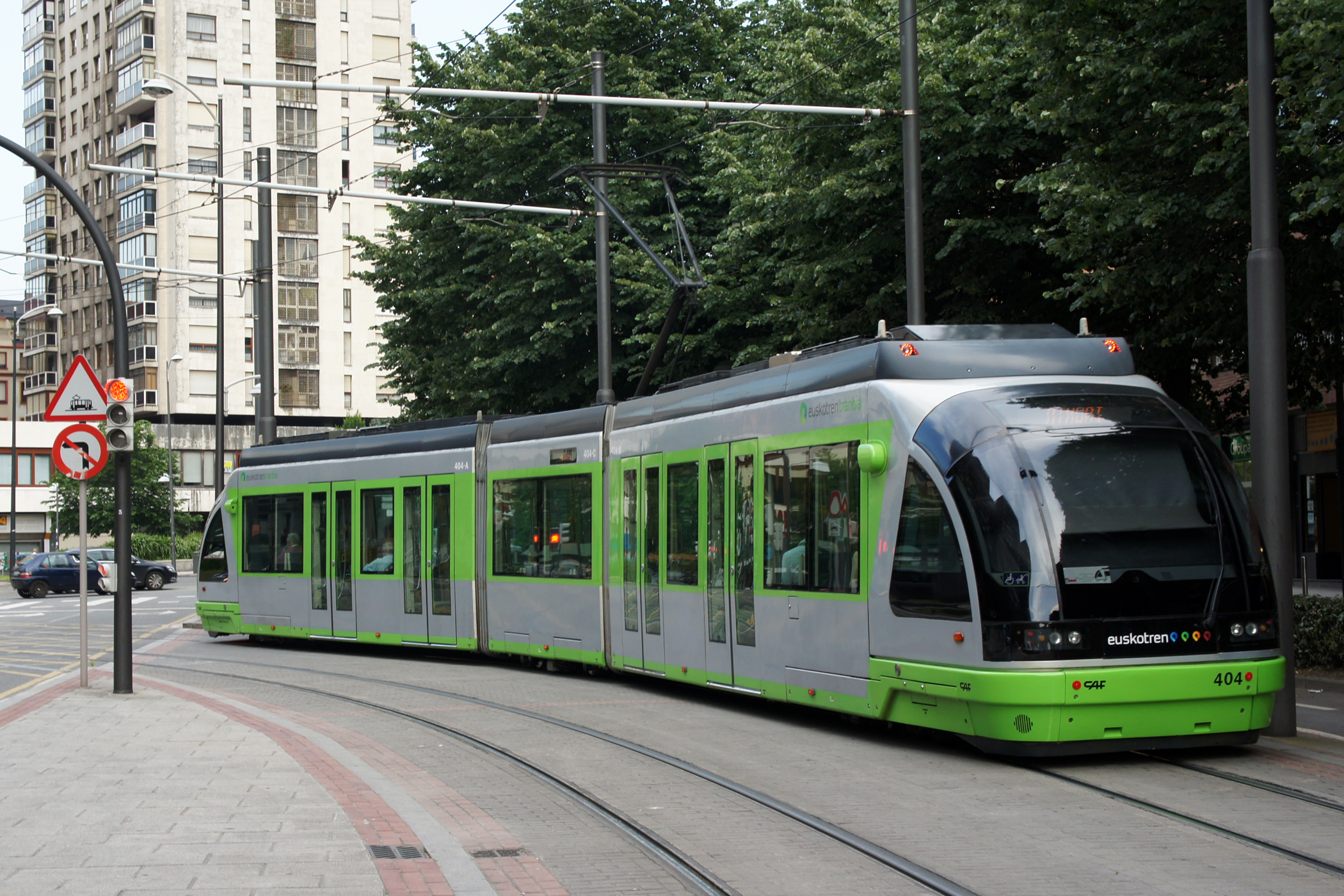
Nabij San Mamés te Bilbao